# Torbat-e Heydarieh
Torbat-e Heydarieh (persan : تربت حیدریه) est une ville iranienne de 119 160 habitants (2006), dans une province éponyme qui en compte 267 000, située au nord-est du pays, dans la région du Khorasan-e-razavi.
La ville, autrefois appelée Zava, tire son nom actuel de la présence, au centre, du tombeau du soufi Qutb ad-Din Haydar — Torbat-e Heydarieh signifiant « Tombeau de Heydar ».

## Personnalités
- Abd-al-Hussain Borunsi, militaire
- Mahmoud Chehabi (1903-1986), juriste, philosophe et écrivain, est né dans la ville

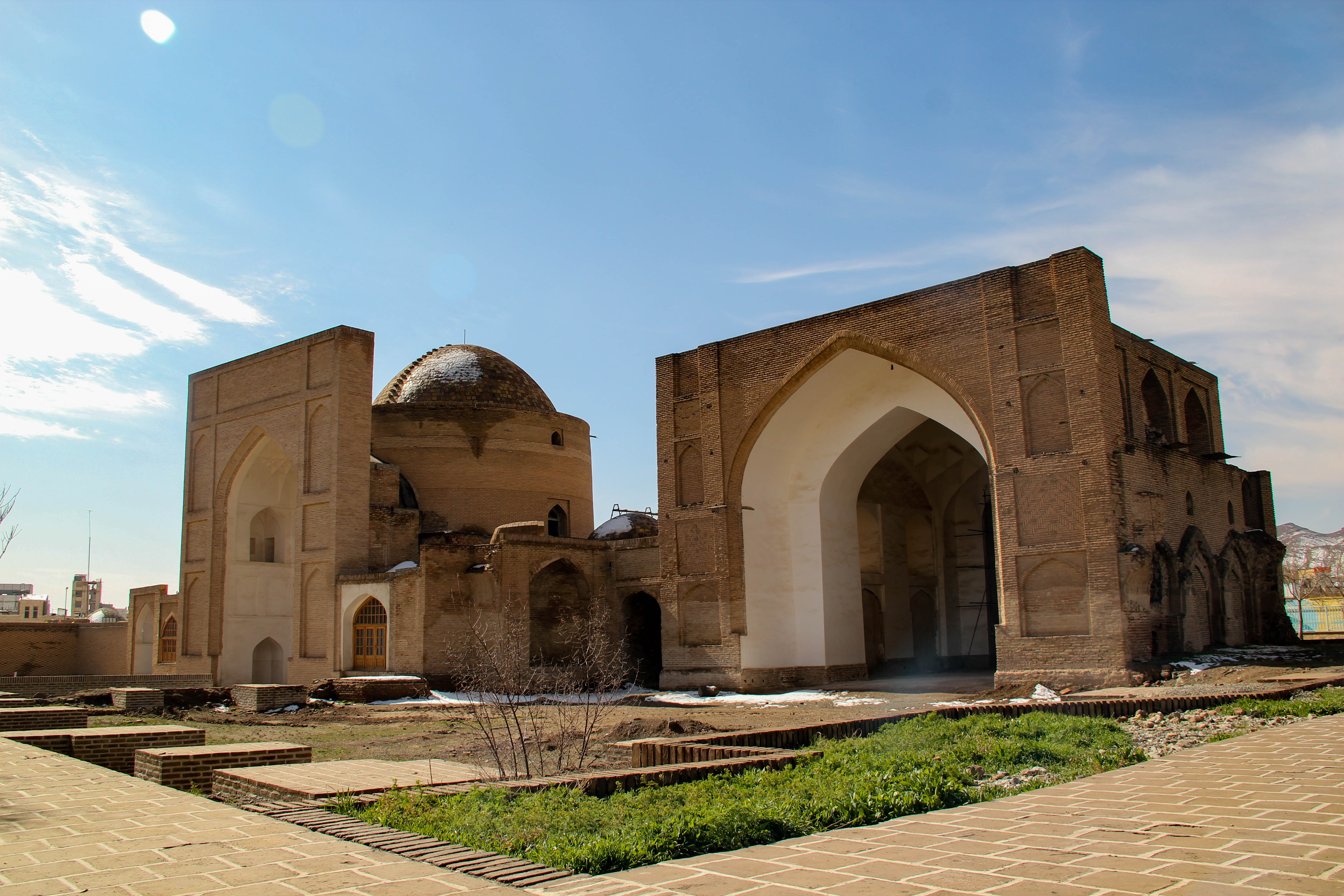
Tombeau et mosquée de Qutb ad-Din Haydar

- Qutb ad-Din Haydar, maître soufi